# Montils (Rebsorte)
Montils ist eine Weißweinsorte aus dem Gebiet des Départements Charente. Sie wurde häufig mit den in dieser Region häufig angebauten Sorten Folle Blanche und Meslier-Saint-François verwechselt. Montils ist Bestandteil des Weinbrands Cognac und wird dort wegen der feinen Aromen seiner Destillate geschätzt. Sie ist auch Bestandteil des weißen Pineau des Charentes. Seit 1992 wird die fast verschwundene Sorte wieder verstärkt angebaut. Kleinere Bestände sind auch in Australien im Hunter Valley bekannt. Es besteht eine engere Verwandtschaft zur Rebsorte Gouais Blanc.
Zum gewerblichen Anbau wurden bislang die 3 Klone 984, 985 und 986 anerkannt.
Siehe auch die Artikel Weinbau in Frankreich und Weinbau in Australien sowie die Liste von Rebsorten.

## Synonyme
Die Rebsorte Montils ist auch unter den Namen Aucarot, Aucerot, Blanc de Montils und Chalosse bekannt.

## Ampelographische Sortenmerkmale
In der Ampelographie wird der Habitus folgendermaßen beschrieben:
- Die Triebspitze ist offen. Sie ist weißwollig behaart. Die gelblichen Jungblätter sind spinnwebig behaart und glänzend.
- Die  Blätter (siehe auch den Artikel Blattform) sind fünflappig und mäßig tief gebuchtet. Die Stielbucht ist bei fast parallelen Rändern U-förmig geschlossen. Das Blatt ist stumpf gezahnt. Die Zähne sind im Vergleich der Rebsorten groß. Die Blattoberfläche (auch Spreite genannt) ist leicht blasig.
- Die walzenförmige Traube ist klein bis mittelgroß und lockerbeerig. Die rundlichen Beeren sind klein und von weißgrüner Farbe. Die Beeren sind saftig.

Die Rebsorte treibt spät aus und reift ca. 15 Tage nach dem Gutedel.